# Партия свободы Инката
Инката (зулу IQembu leNkatha yeNkululeko, англ. Inkatha Freedom Party (IFP)), полное название Партия свободы Инката — южноафриканская правая политическая партия, представляющая в основном этнических зулу. Основана зулусским племенным вождём Мангосуту Бутелези. Занимает консервативные, национал-популистские и антикоммунистические позиции. Отстаивает этнорегиональные интересы зулу. Активно применяла силовые методы в конфронтации с АНК. Находится в оппозиции правительству АНК.
Слово iNkatha на языке зулу означает повязку на голове для крепления грузов. Такое приспособление использовалось как королевская корона зулусов и считалось сакральным предметом. В названии партии оба значения подчёркивают ориентацию на традиционные зулусские ценности.

## Создание и особенности. Разрыв с АНК
Партия была учреждена в бантустане Квазулу 21 марта 1975. Первоначально выступала под названием Национально-культурное освободительное движение Инката. Основателем Инкаты стал Мангосуту Бутелези — зулусский племенной вождь, племянник покойного короля зулусов Соломона каДинузулу, глава территориальной автономии бантустана. Организации Инкаты были созданы в провинции Натал, затем распространились на Трансвааль, Западно-Капскую и существовавшую в то время Оранжевую провинцию.
В молодости Бутелези состоял в молодёжной организации Африканского национального конгресса (АНК) и выступал против системы апартеида. Создание Инкаты было одобрено руководством АНК. До конца 1970-х две африканские партии считались союзными. Особенно дружественными были отношения Мангосуту Бутелези с Оливером Тамбо.
Однако принадлежность Бутелези к чернокожей элите, положение зулусского вождя и регионального администратора определили лояльность его позиции в отношении властей ЮАР и правящей Национальной партии африканерских националистов. Бутелези категорически отвергал антиправительственную вооружённую борьбу. В отличие от левого АНК (выступавшего в союзе с южноафриканской компартией и пользовавшегося поддержкой СССР), Инката занимала антикоммунистические позиции. Это предопределило вражду Инкаты с АНК и способствовало сближению Инкаты с властями Претории. Окончательный разрыв между Инкатой и АНК произошёл в конце 1970-х.

## Силовое противоборство при демонтаже апартеида
В своих политических требованиях Инката акцентировала не столько расовое равноправие, сколько автономию и самоуправление народа зулу. Кроме того, партия сделалась орудием Бутелези в его властно-политической конкуренции с королём зулусов Гудвиллом Звелитини каБекузулу. Правительство ЮАР готово было гарантировать традиционный уклад зулусов на территории компактного проживания. С 1976 по 1994 Мангосуту Бутелези являлся главным министром Квазулу.
Отношения между Инкатой и АНК предельно обострились в 1989—1993 — период реформ президента де Клерка и демонтажа апартеида. В политических кругах зулу перспектива прихода к власти АНК воспринималась как будущая диктатура коса. Также Инката, с её рыночной программой, отвергала социалистические установки АНК и союз Нельсона Манделы с лидерами ЮАКП. Между активистами Инкаты и АНК происходили вооружённые столкновения. Особенно кровопролитные схватки произошли в Трансваале в сентябре 1990.
Сирил Рамафоса обвинял партию Бутелези в стремлении «утопить страну в крови». Руководство АНК требовало от президента де Клерка применить армию против боевиков Инкаты. Однако эти жёсткие действия вынудили партию Манделы признать Инкату как политический фактор в переговорном процессе.
Некоторые лидеры Национальной партии, прежде всего министр обороны ЮАР Магнус Малан, делали на Инкату серьёзную ставку. Они рассчитывали на массовое антикоммунистическое движение зулу в противостоянии АНК и ЮАКП. Созданные в партии Бутелези боевые группы вооружались с армейских складов и тренировались на специальных базах армейскими инструкторами. За первые полгода 1991 года в партию вступили свыше 100 тысяч белых с целью воспрепятствования победе АНК на выборах. На сотрудничество с Инкатой вынуждены были пойти даже организации откровенных белых расистов — Движение сопротивления африканеров и Консервативная партия. Однако правительство де Клерка не поддержало силовую активность Инкаты. 

## Идеология и партийная программа
Идеология и политическая платформа Инкаты базируются на зулусском национализме и консервативном популизме. В социально-культурной сфере партии консервативна. Правление Инкаты в Квазулу характеризовалось как однопартийная традиционалистская диктатура. Экономическая программа партии скорее либеральна, строится на рыночных принципах. ==
Отстаивая автономию зулу, Инката выступает за максимальную децентрализацию государственного управление, развитие федерализма. На общенациональном уровне партия предлагает перейти от президентского правления к парламентской республике. В экономике Инката настаивает на либерализации правил производства и торговли, снижении налогов, гибкости трудового законодательства.

## Участие во власти. Снижение влияния
Мангосуту Бутелези не сразу определился в отношении к первым в ЮАР многорасовым выборам весны 1994. Длительное время он склонялся к бойкоту. Нельсон Мандела пригрозил ответными мерами, в частности, признанием автономии зулусов под властью короля, что резко подорвало бы позиции Бутелези. Королю гарантировалось признание традиционных прерогатив и церемониальных функций (важных в зулусской культуре), размещение церемониальной столицы провинции Квазулу-Натал в историческом селении Улунди (тогда как город Питермарицбург является парламентским центром провинции).
Окончательное решение об участии Инкаты было принято буквально за несколько дней до голосования. В результате Инката получила лишь 10,5 % голосов и 43 депутатских мандата из 400. Мангосуту Бутелези получил пост министра внутренних дел в правительстве национального единства Нельсона Манделы. Он оставался главой МВД на протяжении десяти лет.
Политическое влияние и популярность Инкаты неуклонно снижались все годы правления АНК. На выборах 2014 партия получила лишь 2,4 % и 10 парламентских мест. В 2004 Инката потеряла большинство в провинциальном собрании Квазулу-Натал. Это объясняется, в частности тем, что роль главной парламентской оппозиции отошла к либеральной партии Демократический альянс, а в зулусской общине наибольшим влиянием пользуется король Гудвилл Звелитини каБекузулу и его сторонники.

## Выборы 2024
По итогам выборов 2024 года партия набрала 3,85%, больше всего поддержки получив в провинции Квазулу-Натал. Впоследствии вошла в правительство национального единства, сформированном партиями АНК и Демократический альянс. Благодаря вхождению в коалиционное правительство, получила своего премьер-министра провинции Квазулу-Натал - Тами Нтули